# Diana Suumann
Diana Suumann (* 5. Juli 1992) ist eine estnische Sprinterin und Hürdenläuferin, die sich auf die 100-Meter-Distanz spezialisiert hat.

## Sportliche Laufbahn
Erste internationale Erfahrungen sammelte Diana Suumann im Jahr 2013, als sie bei den U23-Europameisterschaften in Tampere im 100-Meter-Lauf mit 12,02 s in der ersten Runde ausschied. 2015 nahm sie an der Sommer-Universiade in Gwangju teil und schied dort mit 12,38 s über 100 Meter sowie mit 14,29 s über 100 m Hürden jeweils in der Vorrunde aus und belegte mit der estnischen 4-mal-100-Meter-Staffel in 46,80 s den siebten Platz. Zwei Jahre später erreichte sie bei den Studentenweltspielen in Taipeh im Hürdensprint das Halbfinale, in dem sie mit 14,17 s ausschied, während sie über 100 Meter mit 12,25 s im Vorlauf scheiterte. 2021 startete sie bei den Halleneuropameisterschaften in Toruń über 60 m Hürden und schied dort mit 8,27 s in der ersten Runde aus. 2023 wurde sie bei der 2. Liga der Team-Europameisterschaft im Rahmen der Europaspiele in Chorzów in 13,30 s Achte über 100 m Hürden und gelangte mit der 4-mal-100-Meter-Staffel in 44,21 s auf Rang vier. Im Jahr darauf schied sie bei den Hallenweltmeisterschaften in Glasgow mit 8,22 s im Halbfinale über 60 m Hürden aus. Bei den World Athletics Relays in Nassau im Mai wurde sie in 45,56 s Siebte im C-Lauf in der 2. Qualifikationsrunde über 4-mal 100 Meter für die Olympischen Spiele in Paris und verpasste somit die Direktqualifikation. Anschließend schied sie bei den Europameisterschaften in Rom mit 53,37 s im Vorlauf mit der Staffel aus. 2025 kam sie bei den Halleneuropameisterschaften in Apeldoorn mit 8,13 s nicht über die Vorrunde über 60 m Hürden hinaus, wie auch bei den Hallenweltmeisterschaften kurz darauf in Nanjing mit 8,19 s.
In den Jahren 2016 und 2019 sowie von 2021 bis 2024 wurde Suumann estnische Meisterin im 100-Meter-Hürdenlauf. Zudem wurde sie 2017 und von 2019 bis 2021 sowie 2023 und 2024 Hallenmeisterin über 60 m Hürden und 2013 sowie 2019 siegte sie auch im 60-Meter-Lauf.

## Persönliche Bestleistungen
- 100 Meter: 11,64 s (±0,8 m/s), 28. Mai 2024 in Pärnu
  - 60 Meter (Halle): 7,45 s, 29. Januar 2023 in Tallinn
- 100 m Hürden: 13,07 s (+0,7 m/s), 29. Juli 2023 in Tallinn
  - 60 m Hürden (Halle): 8,07 s, 19. Februar 2023 in Tallinn